# Damiano Tommasi
Damiano Tommasi (Negrar, Italija, 17. svibnja 1974.) je talijanski umirovljeni nogometaš i bivši nacionalni reprezentativac. Igrao je na poziciji defenzivnog veznog a deset godina bio je član AS Rome s kojom je 2001. godine osvojio scudetto. Danas je predsjednik Talijanskog nogometnog sindikata.

## Karijera

### Klupska karijera
Tomassi je nakon juniorskog sastava Hellas Verone, 1993. prešao u seniore u kojima je igrao tri sezone. Nakon toga otišao je u AS Romu čiji je član bio deset godina te je s njom 2001. osvojio Serie A i talijanski Superkup. Tijekom prijateljske utakmice protiv Stoke Cityja u ljeto 2004., Tomassi je teško ozlijedio koljeno zbog čega je dugo izbivao s terena.
U srpnju 2006. igrač prelazi u španjolski Levante u kojem je proveo dvije sezone sve dok klub nije ispao iz Primere. Nakon toga Tomassi 10. rujna 2008. potpisuje jednogodišnji ugovor za engleski QPR. Međutim igrač je s klubom sporazumno raskinuo ugovor već 9. rujna sljedeće godine zbog pregovora s kineskim Tianjin Tedom. Završetkom sezone Tomassi se vraća u domovinu gdje je odigrao još dvije sezone za niželigaša Sant'Anna d'Alfaedo.

### Reprezentativna karijera
Tomassi je najprije nastupao za talijansku U21 reprezentaciju s kojom je 1996. osvojio europski juniorski naslov a iste godine je s njome sudjelovao i na Olimpijadi u Atlanti.
Za seniorski sastav je debitirao 18. studenog 1998. protiv Španjolske. Tada je ostao zapamćen po tome da je nakon što je uveden na popis reprezentativaca izjavio da u tom trenutku ne zaslužuje čast nošenja nacionalnog dresa.
Od većih natjecanja, Tommasi je sudjelovao na Svjetskom prvenstvu 2002. u Japanu i Južnoj Koreji gdje je odigrao sve četiri utakmice u prvom sastavu i svih 90 minuta.
Posljednji susret u dresu Azzura odigrao je 15. studenog 2003. u prijateljskom susretu protiv Rumunjske.

#### Pogoci za reprezentaciju
| #  | Datum          | Mjesto            | Protivnik | Pogodak | Rezultat | Natjecanje            |
| -- | -------------- | ----------------- | --------- | ------- | -------- | --------------------- |
| 1. | 5. rujna 2001. | Piacenza, Italija | Maroko    | 1 : 0   | 1 : 0    | Prijateljska utakmica |

## Talijanski nogometni sindikat
9. svibnja 2011. Damiano Tommasi je preuzeo funkciju predsjednika Talijanskog nogometnog sindikata od Sergija Campane koji ga je osnovao još davne 1968. i bio njegov dugogodišnji predsjednik.

## Osvojeni trofeji

### Klupski trofeji
| Klub    | Trofej              | Sezona / godina |
| Italija | Italija             | Italija         |
| ------- | ------------------- | --------------- |
| AS Roma | Scudetto            | 2000./01.       |
| AS Roma | Supercoppa Italiana | 2001.           |

### Reprezentativni trofeji
| Turnir                 | Trofej | Godina |
| ---------------------- | ------ | ------ |
| Europsko U21 prvenstvo | Zlato  | 1996.  |

## Vanjske poveznice
- Igračeva službena web stranica
- Transfermarkt.co.uk
- National Football Teams.com
- Soccerdatabase.com
- BDFutbol.com